# Körmendi várkastély
A Körmendi várkastély vagy más néven a Batthyány-Strattmann-kastély, Körmenden, Vas vármegyében található.

## Elhelyezkedése
Szombathelytől déli irányban, a Rába folyó közelében, Körmend központjában épült klasszicista stílusban.

## Története
Első kővárát a település északnyugati sarkában létesítették, de azt a tartományurak elleni hadjáratokban lerombolták, maradványait széthordták. A napjainkig fennmaradt új erődítményt már a virágzó mezőváros északkeleti sarkában emeltette Szécsényi László báró a 15. század közepén. Később az Ellerbach család szerezte meg az épületet. Utolsó tagjától, Jánostól, adósságai fejében, hosszas pereskedés után Bakócz Tamás esztergomi érsek tulajdonába került. Egy szerencsés módon megmaradt korabeli várlajstrom hű képet mutat a török hódoltság kori állapotáról, amely szerint a mocsaras vizesárokkal körülvett négyszögletes várnak sarkait egy-egy kerek torony erődítette meg, bejárati kaputornyát pedig a nyugati oldalon alakították ki.
1604-ben a Habsburg császár és király kegyelméből a főnemesi Batthyány család kapta meg. Mivel a hadászati fontosságú Kanizsa végvárának elfoglalása után katonai szerepe megnőtt, földesurai igyekeztek hadieszközökkel és helyőrséggel bőven ellátni. Az 1652-es tűzvészben leégett főúri rezidenciát Batthyány Ádám gróf utasítására, nagyszabású tervek alapján átépítették, mind a négy oldalán emeletes lakószárnyakat kialakítva, megemelve a tornyokat is. Újabb hadiállapotra 1664-ben került sor, amikor a török nagyvezír csapatai itt akartak átkelni a Rába folyón és ezért ágyúkkal lőtték a védőket, akik a francia segélyhadakkal együtt sikeresen verték vissza a heves támadásokat.
Az 1703-ban kirobbant Rákóczi-szabadságharc idején a kuruc katonaság felégette a Habsburg-hű Batthyányiak várkastélyát.
A 18. századi munkálatok ismét megváltoztatták a külső homlokzatát, újabb emeleti résszel bővültek a lakószárnyak, manzárdtetőt, és bejárata fölé egy hat oszlopon nyugvó hatalmas erkélyt helyeztek az olasz Felice de Allio építész tervei szerint.
A gyönyörűen berendezett Batthyányi-várkastélyban 1944-ig laktak, termeiben felbecsülhetetlen értékű régiségeket őriztek, melyeknek nagyobb része a tulajdonosok elmenekülését követő időszakban elkallódott. Az 1980-as évek elején, Haraszti Margit restaurálta a díszterem falfestményeit.
Ma a főépületben, az 1965-ben alapított Dr. Batthyány-Strattmann László Múzeum kiállításai, valamint Magyarország egyetlen cipőtörténeti gyűjteménye is itt látogatható.

## Képek

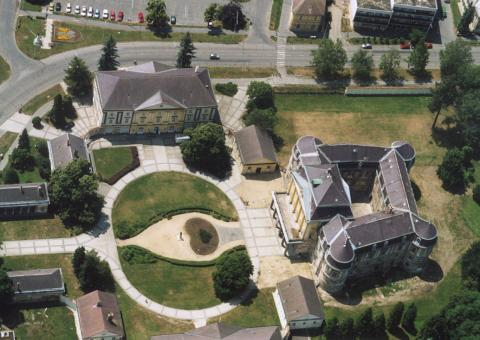
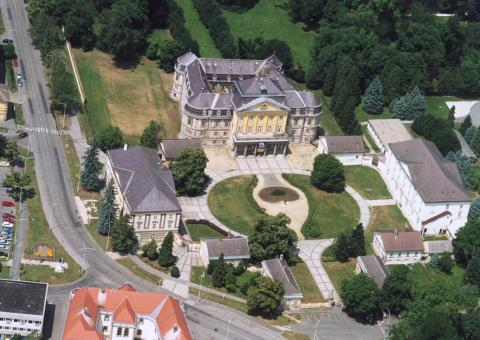
Légi felvételek
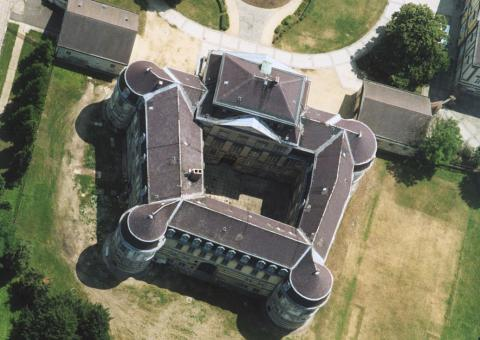